# Spilogona setilamellata
Spilogona setilamellata este o specie de muște din genul Spilogona, familia Muscidae. A fost descrisă pentru prima dată de Huckett în anul 1932. Conform Catalogue of Life specia Spilogona setilamellata nu are subspecii cunoscute.